# Torna a sorridere/Diapositive
Torna a sorridere/Diapositive è un singolo di Riccardo Fogli, uscito nel 1984 su 45 giri, estratto dall'album Torna a sorridere.